# LinuxChix
LinuxChix is een community voor vrouwen die van Linux gebruikmaken en die andere vrouwelijke Linuxgebruikers willen ontmoeten. Het werd in 1999 opgericht door Deb Richardson, die als auteur en webmaster aan The Puffin Group verbonden was.
Het is een internationale groep Vrije Software-gebruikers en -ontwikkelaars, opgericht in 1999 met als doel vrouwen in de Linux gemeenschap te ondersteunen. LinuxChix is sinds 1999 voortdurend actief en hun mailinglijsten hebben wereldwijd meer dan duizend leden aangetrokken.
LinuxChix heeft zich onderverdeeld in zogenaamde “chapters”, zodat ieder onderdeel datgene kan doen wat in haar omgeving wenselijk is.
De meest gebruikte manier van communiceren binnen de organisatie is door middel van mailinglijsten.